# جسر الجمهورية
جسر الجمهورية هو الجسر الذي يربط ساحة التحرير مركز بغداد بمنطقة الكرخ والمنطقة الخضراء، بوشر به سنة 1954.
تم تنفيذه من قبل شركة ألمانية وبكلفة قٌدرت ب 1,600,000 دينار عراقي وقام بافتتاحه الملك فيصل الثاني يوم الأربعاء 23 أذار 1957 الموافق 22 شعبان 1376.
تعرض للقصف في أم المعارك عام 1991م وأعيد ترميمه من جديد.
وفي الاحتجاجات العراقية 2019–20 المطالبة باسقاط النظام في العراق، تم اغلاق الجسر من قبل الحكومة العراقية لمنع المتظاهرين من العبور إلى المنطقة الخضراء. حالياً الجسر مغلق ويسيطر المتظاهرين على نصف الجسر من جهه ساحة التحرير والقوات الامنية (مكافحة الشغب، الجيش، الشرطة) على النصف الآخر من جهة المنطقة الخضراء المحصنة. سيطر المتظاهرين على نصف الجسر بعد تضحيات كبيرة وقع فيها أكثر من 100 شهيد و 700 جريح، ومن ضمن الضحايا الناشط المدني صفاء السراي الملقب بابن ثنوة.

## اسمه السابق
بالعهد الملكي كان يٌسمى جسر الملكة عالية، وفي 2 أغسطس من سنة 1958 في عهد عبد الكريم قاسم تم تغيير اسمه إلى جسر الجمهورية.